# Syndens Sold
Syndens Sold er en en stum dansk melodramafilm fra 1909 produceret af Nordisk Films Kompgni og instrueret af Viggo Larsen. Filmens manuskript er skrevet af den norske forfatter Thomas Peter Krag.
Filmen blev i tysktalende lande distribueret under titlen Der Sünde Sold. 

## Handling
En ung kvinde forlader sit barn og sin ægtemand til fordel for en skummel alfonstype. Hun bliver trukket ned i sølet og efter at have mistet alt, vender hun tilbage til familien. Datteren ligger på dødslejet og når at genkende moderen, inden hun udånder. Manden afviser hende i første omgang, men da datteren dør, forsoner han sig med hende. 

## Medvirkende
- Viggo Larsen
- Gudrun Kjerulf
- Paul Welander